# Научно-исследовательский институт гигиены труда и профзаболеваний (Казахстан)
Научно-исследовательский институт гигиены труда и профзаболеваний (название с 1989) — создан в 1944 году как Институт тропических болезней Казахстана филиала АН СССР; с 1963 года переименован в Институт краевой патологии АН КазССР. В 1940—1950-х годах проводились исследования по гигиене труда и профпатологии, экспериментальной патологии и паразитологии, по изучению состояния здоровья населении Семипалатинского ядерного полигона непосредственно после проведения испытаний ядерно- го оружия (под рук. Б. А. Атчабарова). В 1998 году преобразован в Научно-исследовательский центр гигиены и эпидемиологии (см.: Гигиены и эпидемиологии научный центр).